# Efloxát
Az efloxát (INN: efloxate) értágító gyógyszer. Angina pectoris (a koszorúerek oxigénellátási zavara miatt kialakuló szorító mellkasi fájdalom) ellen használatos.
Kémiailag a flavonoidok, azon belül a flavonok közé tartozó vegyület. 

## Fordítás
Ez a szócikk részben vagy egészben  az   Efloxate című angol Wikipédia-szócikk fordításán alapul.  Az eredeti cikk szerkesztőit annak laptörténete sorolja fel. Ez a jelzés csupán a megfogalmazás eredetét és a szerzői jogokat jelzi, nem szolgál a cikkben szereplő információk forrásmegjelöléseként.